# Pseudopachydissus taiwanensis
Pseudopachydissus taiwanensis is een kever uit de familie van de boktorren (Cerambycidae). De wetenschappelijke naam van de soort werd, als Neocerambyx taiwanensis, voor het eerst geldig gepubliceerd in 1992 door Hayashi., later Massicus taiwanensis (Hayashi, 1992). De soort werd door Francesco Vitali in 2015 in het geslacht Pseudopachydissus geplaatst.